# Gabriac (Aveyron)
Gabriac ist eine französische Gemeinde mit 558 Einwohnern (Stand: 1. Januar 2022) im Département Aveyron der Region Okzitanien; sie gehört zum Arrondissement Rodez und zum Kanton Causse-Comtal. Die Einwohner werden Rozimontiens genannt.

## Geographie
Gabriac liegt etwa 20 Kilometer nordöstlich von Rodez in der Landschaft Causse. Umgeben wird Gabriac von den Nachbargemeinden Espalion im Norden und Nordwesten, Lassouts im Osten und Nordosten, Palmas d’Aveyron mit Cruéjouls im Südosten, Bertholène im Süden sowie Bozouls im Westen.

## Bevölkerungsentwicklung
| Jahr                       | 1962 | 1968 | 1975 | 1982 | 1990 | 1999 | 2006 | 2013 |
| Einwohner                  | 583  | 518  | 470  | 416  | 403  | 446  | 432  | 519  |
| Quellen: Cassini und INSEE |      |      |      |      |      |      |      |      |

## Sehenswürdigkeiten
- Kirche Saint-Jean in Sainte-Affrique-du-Causse, seit 1941 Monument historique

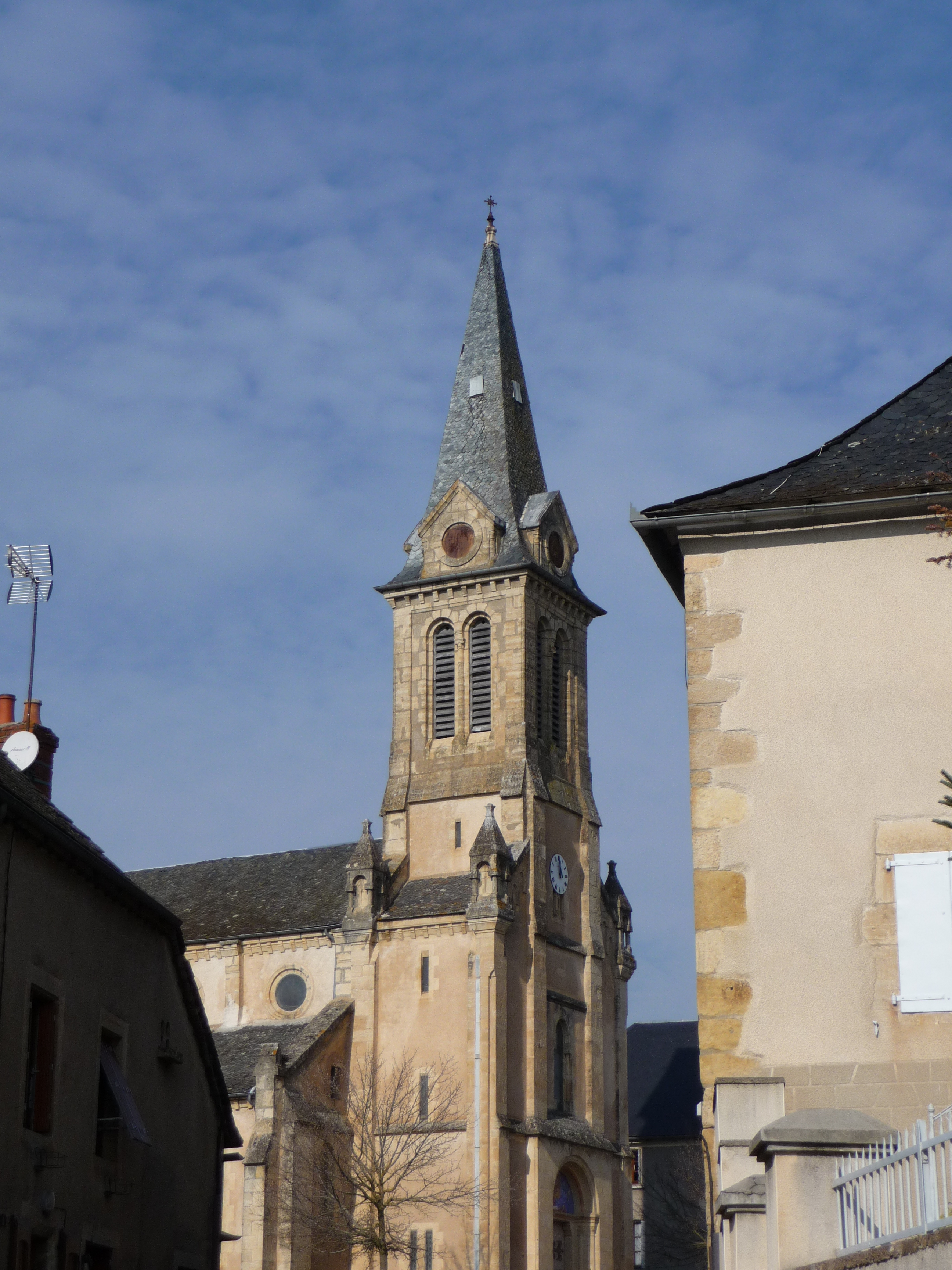
Kirche Saint-Jean

- Schloss Tholet

## Persönlichkeiten
- Michel Bras (* 1946), Koch